# Różki (Łódź)
Różki (dawn. Rożki) – osiedle w Łodzi położone na terenie dzielnicy Widzew, we wschodniej części miasta. Rozpościera się w rejonie ulicy Opolskiej.

## Historia
Dawniej samodzielna wieś. Od 1867 w gminie Radogoszcz w powiecie łódzkim. W okresie międzywojennym należały do powiatu łódzkiego w woj. łódzkim. W 1921 roku liczba mieszkańców wynosiła 106. 1 września 1933 utworzono gromadę (sołectwo) Rogi w granicach gminy Radogoszcz, składającej się ze wsi Rogi, Rożki i Marysin III. Podczas II wojny światowej włączone do III Rzeszy.
Po wojnie Rożki powróciły na krótko do powiatu łódzkiego woj. łódzkim, lecz już 13 lutego 1946 włączono je wraz z całą gminą Radogoszcz do Łodzi.